# Frieda Amstutz-Kunz
Frieda Amstutz-Kunz (* als Frieda Kunz am 8. Februar 1900 in Pieterlen; † 1996 in Bern) war eine Schweizer Journalistin und Redaktorin sowie die erste Schweizer Frau im Impressum einer politischen Tageszeitung. Sie gilt in ihrem Land als Wegbereiterin der Frauenbewegung und des journalistischen Frauenschaffens.

## Leben
Frieda Amstutz-Kunz entstammte einer bäuerlichen Familie und wuchs im Dorf auf. Nach Überwindung der seinerzeitigen Hindernisse erhielt sie 1923 ein Volontariat der Neuen Berner Zeitung und wurde auf «die strenge Schule der selbständigeren Redaktionsarbeit vorbereitet». Anschliessend war sie Hilfsredaktorin und Schriftleiterin. 1927 wurde sie in die Redaktion des Bund berufen. Später war sie als verantwortliche Redaktorin für das Inlandressort die erste und für längere Zeit einzige Schweizerin im Impressum einer politischen Tageszeitung. Nach 32 Jahren ging sie 1959 aus eigenem Wunsch in den Ruhestand.
Während des Zweiten Weltkriegs hatte Amstutz-Kunz bei der Zeitung Aufgaben im Rahmen der «Anbauschlacht» übernommen. Mit dem Initiator Friedrich Traugott Wahlen hatte sie zuvor viele Pressefahrten unternommen. Als naturverbundene Wanderin und geübte Bergsteigerin war sie an den Tourismusseiten ihres Blatts interessiert. Weitere Sparten waren Sozialarbeit, Mode und Landwirtschaft.
Zwischen 1941 und 1971 setzte sich Amstutz-Kunz aktiv für die politischen Rechte der Frauen und deren Stimmrecht ein. Sie wurde Mitbegründerin der Freisinnigen Frauengruppe Bern (FDP) und des Clubs der Soroptimistinnen. Die Frauenzentrale des Kantons Bern ernannte Amstutz-Kunz zum Ehrenmitglied.
Im Ruhestand veröffentlichte Frieda Amstutz-Kunz literarische Beiträge, Novellen und Gedichte. Sie starb im Alter von 96 Jahren. 

## Archive
- Nachlass Frieda Amstutz-Kunz in den Findmitteln der Gosteli-Stiftung, Archiv zur Geschichte der schweizerischen Frauenbewegung

## Fussnoten
1. ↑  frauenzentralebern.ch: 90 Jahre Frauenzentrale des Kantons Bern in Kurzform. (Memento des Originals vom 28. September 2021 im Internet Archive)  Info: Der Archivlink wurde automatisch eingesetzt und noch nicht geprüft. Bitte prüfe Original- und Archivlink gemäß Anleitung und entferne dann diesen Hinweis.

| Personendaten    | Personendaten                                         |
| ---------------- | ----------------------------------------------------- |
| NAME             | Amstutz-Kunz, Frieda                                  |
| ALTERNATIVNAMEN  | Kunz, Frieda (Geburtsname); Amstutz, Frieda (Ehename) |
| KURZBESCHREIBUNG | Schweizer Journalistin und Redaktorin                 |
| GEBURTSDATUM     | 8. Februar 1900                                       |
| GEBURTSORT       | Pieterlen, Schweiz                                    |
| STERBEDATUM      | 1996                                                  |
| STERBEORT        | Bern, Schweiz                                         |